# ダイノジ
ダイノジは、吉本興業所属のお笑いコンビ。1994年結成。M-1グランプリ2002ファイナリスト。

## メンバー
大地 洋輔（おおち ようすけ、1972年7月13日 - ）（53歳）
ツッコミ（たまにボケ）担当、立ち位置は向かって左。
本名：大地 洋介（読み同じ）。身長169 cm、体重90 kg、血液型A型、既婚。
大分県佐伯市出身。大分県立佐伯鶴岡高等学校卒業。
2018年8月20日、約6000人の中から6次審査まである吉本坂46の最終オーディションに合格し、メンバー（1期生）に選ばれる。

大谷 ノブ彦（おおたに のぶひこ、1972年6月8日 - ）（53歳）
ボケ（たまにツッコミ）・ネタ作り担当、立ち位置は向かって右。
本名：大谷 伸彦（読み同じ）。身長175 cm、体重75 kg、血液型B型、既婚。
大分県佐伯市出身（生まれは山口県）。大分県立佐伯鶴城高等学校、明治大学政治経済学部卒業。情報経営イノベーション専門職大学の情報経営イノベーション学部にて超客員教授に就任。元衆議院議員の井脇ノブ子とは親類である。
大地はダイチ→大地洋介→おおち→大地洋輔、大谷はビック谷→大谷伸彦→大谷ノブヒコ→大谷ノブ彦とそれぞれ4度改名している。理由は、2006年に開運アドバイザー安斎勝洋に「今のままだと良いことが起きてもすぐ悪いことが起きる」とアドバイスを受けたことと、大地が2006年のエアギター世界選手権で優勝したが、その後左足を骨折したことから。

## 来歴
- 出会いは同級生だった中学校の時。クラスで人気者だった大地が、誰ともしゃべらず1人だった大谷に声をかけ、共に『コサキンDEワァオ!』（TBSラジオ）のリスナーであったことで意気投合した[4]。卒業後は別の道に進んだが、銀座で偶然再会、再び親交を深める[5]。
- 共にとんねるずのファンであり、とんねるずが尊敬する先輩であるビートたけしのファンでもある[4]。
- 1994年、コンビ結成[6]。同年、吉本興業のオーディションに合格しデビュー[1][5]。
- 1999年から放送開始した『爆笑オンエアバトル』（NHK総合）に初期から出演。好成績を収めた芸人の称号であるゴールドバトラーにも認定されている。また、番組内の年間合計キロバトル数ランキングでは2000年度、2002年度で1位を獲得している。このランキングで2回1位を獲得したのは歴代でもダイノジのみである[7]。
- 2002年、『M-1グランプリ2002』（朝日放送テレビ）の決勝戦に進出。結果は8位。
- 2008年2月1日、『ヨシモト∞』（ヨシモトファンダンゴTV）サブ・レギュラー昇進。隔週火曜日1部担当を行う事になった。
- 2010年10月30日、『めちゃ×2イケてるッ!』（フジテレビ）での企画「めちゃイケ新メンバーオーディション」の最終選考に残るも不合格。最終的に「審査員特別賞」を受賞した。
- 2011年、『日清食品 THE MANZAI 2011』で認定漫才師50組に選ばれるも、本戦サーキット敗退。決勝大会当日は、決勝大会の審査システムである「ワラテン」のテストプレイヤーとして出演し、本戦サーキット30位であったことが明かされた。
- 2020年、YouTubeチャンネル『ダイノジ中学校』を開設した。
- 2023年4月、吉本興業福岡支社に移籍[8]。

## 芸風
コントと漫才の両方を行っている。結成当初はコント中心であったが、『M-1グランプリ』開始をきっかけに漫才に力を入れ始めた。
漫才では大谷がボケ、大地がツッコミを担当しているが、コントではネタによって入れ替わる。元々は大地がボケ担当であったが、ツッコミに転向した。代表的なコントネタは『爆笑オンエアバトル チャンピオン大会』（NHK総合）でも披露された「小西君」など。
大地の恰幅のよい体格を生かしたボケ・ツッコミが多く、「ほらこんなに額からとんこつスープを出しちゃって」というボケに「汗だよっ!!」というツッコミや、「その前足が…」というボケに「前足じゃなくて、手!」というツッコミ、「ヘイ、タクシー!」「手がみじけーよ!」など。またオーバーリアクションを生業とする、やや古さをあえて感じさせるコントなどを得意とする。アメリカなどのコメディーのパロディや、'80年代漫才ブームやそれ以前のスタイルなどをベースとしている。
漫才などのツカミとして「ウーン」と溜めて呼吸を合わせてジャンプしながら「ダーイッ!」と言って「大」の人文字をやる。
また、2000年代後半のショートネタブームに合わせて、やすしきよし、ツービート、青空球児・好児等の昭和の漫才師のパロディを意識したアレンジネタも行っていた。
後に『爆笑レッドカーペット』（フジテレビ）などのショートネタ番組では、自己紹介のはずが大谷が延々と蘊蓄を語り出し、大地が「長えよ!」とつっこんだだけで持ち時間が終わってしまう漫才を行うようになった。自己紹介が長いというネタはかつてオンエアバトルなどでも披露していた。
大地は個人での一発ギャグを多数持っており、多くの番組で披露している。

## エピソード

### コンビ名
コンビ名の由来は、「大地」、「大谷」、「大分県出身」の3つの「大」の字があったため。また、英語でコンビ名を表記する場合、よく使用される「dainoji」は誤表記であり、「dienoji」が正しい。「die」は文字通り「死」を表している。大地の兄である大地大介（ex.BEYONDS）がINDIES MAGAZINE vol.12で語ったところによると、コンビ名の由来は、大地の父親が大の字になって亡くなっていたからだという。第一発見者は大地であり、そのとき理由は分からないが、「ヤバイ」と思って慌てて学生服に着替えた、と言うエピソードが残る。
なお、ケツメイシのシングル『涙』のミュージック・ビデオ出演時、映像の中では大地が大谷に「ダイノジに寝るなよ」と言ったときに思いついた、という設定になっているが、これは創作である。

### その他
- 初舞台は1994年、新宿ロフトでのbloodthirsty butchersのレコ発ライブ[9]。ダイノジの漫才の前にはeastern youthが演奏していた[10]。
- 同期にはモリマン[2][9]、ワッキー貝山[2]、ガレッジセール[2][11]等がいる。

大地洋輔
- 大地の母の名前は紀世（キヨ）。漫才中には幾度も大谷から「キヨ」が連呼されることがある。『爆笑オンエアバトル』（NHK総合）の福岡収録に出演した際は、大地と大谷の母が共に会場に足を運んだ。[12]
- 糖尿病を患っている。デビュー当時は70kgだったが、炭水化物好きが高じて104kgまで増えた。「動けるデブ」として一躍ブレイクするものの、2008年に糖尿病を宣告されると、娘が生まれたことも相まって80kgまで減量した。
- 2016年2月20日放送分の『めちゃ×2イケてるッ!』（フジテレビ）にゲストとして出演した際、『めちゃイケ』の新メンバーオーディションで争った番組レギュラーの三中元克がプロ芸人への転向を志望し、正式によしもとクリエイティブ・エージェンシーに合格した事が発表されると、これに待ったをかけ、「素人さん扱いで入って、番組から与えられた企画をやってみてやっぱしんどいから辞めるってさ。『じゃあ次はプロの芸人でやる』って、それでめちゃイケには残る気でいるのかよ!? それ、おかしいでしょうよ!?」「最初のオーディションの時は“素人”として三中に負けたから、納得できる部分もあったよ。でも自分達と同じ“プロ”の土俵に上がってくるっていうんだったら、話は別だよ! プロになるって言うなら、もう一回スタート立ってオーディション受けろよ!!」と涙ながらに檄を飛ばし、これをきっかけに三中のメンバー再オーディションが正式に決まり[13]、その結果不合格となった三中はめちゃイケを降板する事となった。その為一部の『めちゃイケ』視聴者からは、三中降板のきっかけを作ったともいえる大地に対する批判の声が少なからず寄せられる事となった。大地自身も気にしていたのか、再オーディション後、三中が鈴木おさむの経営していたちゃんこ料理店に面接を受けに来た折に再会した際に、「俺の事、恨んだりしてないか?」と冗談半分で尋ねたが、その際、三中から「少しだけ」と正直に答えられ、苦笑した[14]。
- 2021年8月21日、新型コロナウイルス感染を公表[15]。

大谷ノブ彦
- 親友である小沢一敬（スピードワゴン）とは名古屋広小路劇場の楽屋で出会った。ガレッジセールの代役で名古屋の営業の仕事が入り、現地へ行った際当時名古屋吉本所属だった小沢が劇場の楽屋でギターを弾いているのを見つけて自分と同じ物を感じたという「ダイノジ大谷の「不良芸人日記」: 小沢くんに会った - ウェイバックマシン（2014年7月14日アーカイブ分）」。
- 大谷は物事に対して熱く語ることが多く、対象は音楽やお笑い、社会情勢など多岐に渡る。これまでにコンビで担当していた『ダイノジのキスで殺してくれないか』（CBCラジオ）や『SCHOOL NINE』（JFNC）でも発揮されてきたが、その点が注目されて『WOWOWぷらすと』（インターネット放送）や『ダイノジ 大谷ノブ彦のオールナイトニッポン』、『〜今日も一日〜 Good Job ニッポン』（ニッポン放送）などピンで担当することが増えてきている。
- しかし、歴史ウンチクで既にガセネタと広く知れ渡っている内容を真実として紹介したり、準備・下調べが甘い傾向にある。自身がパーソナリティを務める名古屋・CBCラジオ番組内では、『竹馬の友』を『たけうまのとも』と読んだり、ウンチクを語る割に知識が甘い。
- DJイベントでジャンプした際、着地に失敗して左足の小指を骨折したことを、2015年6月30日に明らかにした[16]。
- 2021年5月31日、新型コロナウイルス感染を公表[17]。ホテルで隔離生活をしていたが、酸素不足と診断され6月5日に入院[18]。6月14日、退院を報告[19]。
- プロ野球は中日ドラゴンズのファン。幼少期は広島東洋カープのファンだったが、2003年オフに『ダイノジのキスで殺してくれないか』（CBCラジオ）で「にわかドラゴンズファンになろう!」と軽く言ったことや落合博満が監督に就任したことがきっかけで中日ファンとなる。落合が監督を退任して以降は一時的にファンを辞め、同郷の野村謙二郎が監督を務める広島や落合と同い年の中畑清が監督に就任する横浜DeNAベイスターズのファンに転向していたが、名古屋のラジオ番組に出演し、それ以降は再び中日を応援している[20]。

## ダイノジと音楽
- 大地の兄である大地大介がバンドマン（BEYONDS, fOUL等でドラムを担当）だったため、多数のインディーズ系バンドとの交友がある。
- 大谷は音楽に関する知識が深く、音楽チャンネル『MUSIC ON! TV』（ソニー・ミュージックソリューションズ）にてナビゲーターを務める番組『ASAHI SUPER DRY THE LIVE SHOW』では、その知識を巧みに活かしたトークを展開している。
- 茨城県ひたちなか市で行われる『ROCK IN JAPAN FESTIVAL』には2003年にDJブースに芸人パフォーマンスの枠ができるようになって以来、全て出演しているが、2006年には芸人ではなくゲストDJとして出演した（DJ前には漫才を披露した）。『COUNTDOWN JAPAN 05/06』でも他の若手芸人たちが大晦日生放送のテレビ番組でお茶の間を沸かせるなか、ゲストDJとして出演した。
- お笑いの仕事が減っていた2005年からジャイアンナイトというDJイベントを主催している[4]。大谷がDJを、大地や一六三（BANBANBAN）、元気☆たつや（げんき〜ず）などがパフォーマーを務めている。
- ヨシモトファンダンゴTVでは『DRF』（Dienoji Rock Fesの略）という番組を担当した。これは「俺たちのロックフェスを開催したい!」という願望から始まったもので、交流のあるロックバンドに交渉し、2004年に実際に番組タイトル名のロックフェスをクラブチッタ川崎でオールナイトイベントとして開催された。
  - このイベントには怒髪天、ZAZEN BOYS、銀杏BOYZ、フラワーカンパニーズなどが出演した。
  - 2007年には「DRF vol.2」が同所で開催され、TRICERATOPS、小谷美紗子、銀杏BOYZ、フラワーカンパニーズ、THE COLLECTORS、THE BACK HORN、曽我部恵一などが出演した。
- 2人ともかつてはコピーバンドを組んでいた。大谷はユニコーンのコピーバンドでギターを担当し、大地はBOØWYのコピーバンドでドラムを担当した。
- 大谷は奥田民生は神様のような存在と話し、目標は矢沢永吉としている。
- 大谷はブログでキャプテンストライダムを絶賛している。彼らのアルバムのCMに起用された。
- ロックフェスにて、ダイノジの地元、大分県佐伯市名物のごまだしうどんを、ダイノジ自らが販売することがある。[21]

### エアギター
- 大地は『日本エアギター選手権2006』に出場し、2年連続世界大会4位の金剛地武志と同点優勝。その様子は2006年8月14日放送の『めざましテレビ』（フジテレビ）にて一部紹介された。さらに日本代表としてフィンランド・オウルで行われる『Air Guitar World Championships 2006』に出場し、初出場にして初優勝の快挙をとげた。
  - 披露した曲はJETの『Are You Gonna Be My Girl』。大地のエアギターを見た、当のJET本人達は抱腹絶倒したらしく、のちの共演に繋がる。
  - エアギター歴は日本大会の時点で2日だった。ギターについては全く弾けない。
- JETの新アルバム『SHINE ON』の日本版CMに起用され、CMには大谷も「エアボーカル」として参加。
- 2006年10月、大地はルミネtheよしもとの舞台で左足を骨折し、しばらくは動きの少ないスタイルや座ってできるスタイルでパフォーマンスをした。
- 2006年12月、『第57回NHK紅白歌合戦』（NHK）にゲスト出演し、大地のエアギターと大谷のエアボーカルが披露された。
- 2007年2月、JETの武道館ライブにおいて、エアギター世界大会で使用した曲である「Are You Gonna Be My Girl」で共演を果たし、本人たちの前でエアパフォーマンスを披露した。
- 2007年9月、『Air Guitar World Championships 2007』で史上2人目となる大会2連覇を達成した。しかし2008年は6位で終わった。

## 賞レース成績・受賞歴など

### M-1グランプリ
| 年     | 結果       | エントリーNo. | 備考                 |
| ------ | ---------- | ------------- | -------------------- |
| 2001年 | 準決勝敗退 | 813           | 当時は敗者復活戦なし |
| 2002年 | 決勝8位    | 1740          |                      |
| 2003年 | 準決勝敗退 | 1883          |                      |
| 2004年 | 準決勝敗退 | 2582          | ラストイヤー         |

### THE SECOND 〜漫才トーナメント〜
| 年     | 結果       |
| ------ | ---------- |
| 2023年 | 選考会敗退 |
| 2024年 | 選考会敗退 |

### その他（成績・受賞歴）
- 2000年 平成12年度NHK新人演芸大賞 演芸部門 本選進出
- 2001年 爆笑オンエアバトル 第3回チャンピオン大会 決勝5位
- 2001年 平成13年度NHK新人演芸大賞 演芸部門 本選進出
- 2002年 爆笑オンエアバトル 第4回チャンピオン大会 ファイナル2位
- 2003年 爆笑オンエアバトル 第5回チャンピオン大会 セミファイナル敗退（Aブロック 7位）
- 2006年 Air Guitar World Championships 優勝（大地）
- 2007年 Air Guitar World Championships 優勝（大地）
- 2011年 日清食品 THE MANZAI 2011 本選サーキット敗退
- 2012年 日清食品 THE MANZAI 2012 本選サーキット敗退
- 2014年 日清食品 THE MANZAI 2014 本選サーキット敗退

## 出演

### 現在のレギュラー
テレビ
- ブギウギ専務（札幌テレビ）- 大地のみ
- ひるじげドン（長崎国際テレビ）- 大地のみ
- 音ボケPOPS（TOKYO MX）- 大地のみ（2025年7月5日よりレギュラー復帰）

ラジオ
- 大谷ノブ彦のキスころ（2016年9月 - 、CBCラジオ）- 大谷のみ
- ドラ魂キング（2019年4月 - 、CBCラジオ） - 大谷のみ、月曜レギュラー

### 過去のレギュラー
テレビ
- BANG! BANG! BANG!（フジテレビ、1996年1月 - 9月）
- F2-X（フジテレビ、2004年10月 - 2005年）「笑う!通販」準レギュラー
- 大人のコンソメ（テレビ東京、2003年10月 - 2003年3月）
- くさデカ（テレビ静岡、2002年5月 - 2008年4月）
- のりものスタジオ (テレビ東京) 2001年4月 - 2003年3月）
- ヨシモト∞（CSヨシモトファンダンゴTV→Y∞Y動画→よしもと劇場）隔週火曜日1部→隔週木曜日1部MC
- ミュージャック（関西テレビ）
- ぷっちぬき（テレビ東京、2006年 - 2007年）
- ダイノジのちゅど〜ん!（北海道文化放送、2008年4月11日 - 2009年3月27日）
- タカアンドトシのどぉーだ!（北海道文化放送、2007年4月28日 - 2009年）
  - 深夜でどぉーだ!（北海道文化放送）
- タカトシ牧場（北海道文化放送、2009年 - ）不定期出演
- （株）世界衝撃映像社（フジテレビ、2010年10月 - 2011年）
- マハトマパンチ（札幌テレビ、2012年4月8日 - 2015年3月29日）大地のみ『流れ星雁太郎』のコーナーレギュラー
- ダイノジ THE MOVIE（USEN）
- スッキリ!!（日本テレビ）- 大地のみ「ダイノジ大地一家二度目のマイホーム探し」コーナーレギュラー
- アフロの変（フジテレビ、2014年10月 - 2016年4月）- 大谷のみ
- HAPPY MONDAY BASEBALL 今週のプロ野球とことん予想（2016年4月 - 10月、BSスカパー） - 大谷のみ
- 音ボケPOPS（2015年10月3日 - 、TOKYO MX）- 2015年10月3日から2016年9月24日まで大谷のみ、2016年10月1日から2021年3月27日まで大地のみ

ラジオ
- ダイノジのキスで殺してくれないか（2002年4月-2004年9月、CBCラジオ）
- ダイノジ 大谷ノブ彦のオールナイトニッポン（2013年4月3日 - 2014年3月26日、ニッポン放送）- 大谷のみ
- 〜今日も一日〜 Good Job ニッポン（2013年9月30日 - 2014年3月27日、ニッポン放送・NRN） - 大谷のみ、月曜 - 木曜パーソナリティ
- 大谷ノブ彦 キキマス!（2014年3月31日 - 2016年3月24日、ニッポン放送） - メインMCは大谷だが、大地も火曜日の中継コーナーに出演する
- SCHOOL NINE（2008年1月 - 2016年9月27日、JFNC） - 火曜日担当
- DJダイノジ深夜の回転体（2016年4月 - ? 、ニッポン放送）- DJダイノジ名義
- ミッドナイト・ダイバーシティー〜正気のSaturday Night（2016年10月 - 2019年9月、JFN FMラジオ）- 第3週目DJ[26]
- 大谷ノブ彦 金曜ダイジョーブ!（2017年4月7日 - 2021年3月26日、FMぐんま）- 大谷のみ
- ブギ専ラジオ（2016年4月4日 -2021年3月22日 、STVラジオ） - 大地のみ

### テレビドラマ
- ビー・バップ・ハイスクール（2004年6月16日・2005年8月17日、TBS） - 大地のみ：大前均太郎 役
- NHK大分放送局 開局70周年記念ドラマ『無垢の島』（2011年11月25日、NHK大分放送局） - 大谷：遠藤大介 役、大地：小島紀之 役
- バイプレイヤーズ 〜もしも6人の名脇役がシェアハウスで暮らしたら〜 第10話（2017年3月11日、テレビ東京） - 大地のみ：大地洋輔（本人） 役

### Vシネマ
- 發の竜〜逆転の闘牌〜（2017年） - 佐貫寛 役（大谷のみ）

### 映画
- PLAN6 CHANNEL9 (2016年） - 大地のみ
- Starting Over（2023年） - 不動産屋の男 役（大地のみ）[27]

### 舞台
- ミュージカル 狸御殿（2016年8月1日 - 27日、新橋演舞場） - おはぎ 役（大地のみ）[28]
- ミュージカル『えんとつ町のプペル』（2025年8月9日 - 30日、KAAT神奈川芸術劇場） - スコップ 役（大地のみ）[29]
- Thank you very マッチ de SHOW『ギンギラ学園物語』（2024年12月25日 - 29日、明治座）[30]
- Thank you very マッチ de SHOW『ギンギラ学園物語 新春！再びマッチでーす！』（2025年12月30日 - 2026年1月4日〈予定〉、明治座）[31]

### ネット配信
- グルメの迷宮（2016年2月10日配信開始、フジテレビオンデマンド） - MC、大谷のみ
- アベマショーゴ（2016年12月5日 - 2017年3月24日、AbemaTV） - 木曜MC[32]
- HITOSHI MATSUMOTO presents ドキュメンタル・シーズン1（2016年、Amazonプライム・ビデオ） - 大地のみ
- しくじり先生 俺みたいになるな!!・完全版（2021年2月2日・2月9日、ABEMAビデオ）  - ※地上波放送後より配信。

### ニコニコ公式生放送
- WOWOWぷらすと

## ミュージック・ビデオ
- ケツメイシ「涙」（2004年4月21日）
- 大塚愛「CHU-LIP」（2007年2月21日）
- kannivalism「モノクローム」（2007年11月21日）
- バニラビーンズ「D & D」 - ミニアルバム「Def & Def」収録曲（2010年5月19日）
- Meik 「Timing」with DJ ダイノジ [33]（2018年5月23日）

## CM
- くさデカの本 2004 - 2005 視聴者が選んだ自慢の美食（アレ）BEST100

## DVD

### 単独
- 「俺道」
- 「KING OF LIVE」（ダイノジ10周年記念ベストコントライブ）
- 「I LOVE TOKYO」

### 単独以外
- 「M-1グランプリ2002」
- 「吉本興業×テレビ東京『ぷっちNUKI』プレゼンツ 新宿南口連続殺人事件」
- 「大人のコンソメ」
- 「ケツの穴〜初級篇〜」（ケツメイシ）
- 「TRICERATOPS SHORT FILMS IV」（TRICERATOPS）ナビゲーターを担当

## 書籍
- 「俺、ダイノジ」
- 「エロス」（大谷 自費出版写真集）

## 単独ライブ
- 2001年
  - 3月22日 - 24日 - 「無」（アムラックスホール/東京）
  - 3月25日 - ダイノジ大全集「KING OF LIVE」（アムラックスホール/東京）
  - 8月12日 - 「大☆大☆ダイノジその3」（アムラックスホール/東京）
- 2002年
  - 2月11日 - 「俺、ダイノジ」（新宿シアターアプル/東京）
- 2003年
  - 1月24日 - 「大☆大☆ダイノジ」（ルミネtheよしもと/東京）
  - 2月14日 - 「童貞チョコレート」（新宿シアターモリエール/東京）※男子限定イベント
  - 8月1日 - ダイノジ全国ツアー「俺道〜NO WAY〜」（電車通り8丁目スタジオ/北海道）
  - 8月10日 - ダイノジ全国ツアー「俺道〜MY WAY〜」（ヤクルトホール/東京）
  - 8月16日 - ダイノジ全国ツアー「俺道〜NO WAY〜」（吉本ゴールデン劇場/福岡）
  - 8月23日 - ダイノジ全国ツアー「俺道〜MY WAY〜」（イズミティ21小ホール/宮城）
- 2005年
  - 12月12日 - 14日 - 「2005冬 I LOVE TOKYO」（新宿シアターモリエール/東京）
- 2007年
  - 8月13日 - 「豊後の虎 IN 佐伯」（佐伯市保健福祉総合センター 和楽/大分）
- 2009年
  - 7月12日 - ダイノジ芸歴15周年記念単独公演「人生漫才」（ルミネtheよしもと/東京）
  - 12月17日 - ダイノジ芸歴15周年記念単独ライブ大阪公演「人生漫才」（ヨシモト∞ホール大阪/大阪）